# Percy Jackson: Sea of Monsters
Percy Jackson: Sea of Monsters is een Amerikaanse avonturenfilm uit 2013, geregisseerd door Thor Freudenthal. De film is gebaseerd op het boek De Zee van Monsters van Rick Riordan, het tweede deel uit de vijfdelige boekenreeks van Percy Jackson en de Olympiërs. De hoofdrol werd wederom vertolkt door Logan Lerman.

## Verhaal
Percy Jackson, de zoon van de Griekse god Poseidon, moet op zoek naar het Gulden Vlies, om de boom die kamp Halfbloed beschermt te redden. Het Vlies ligt op een Circeland, een eiland in 'De Zee van Monsters', en het wordt bewaakt door de Cycloop Polyphemus. 
Maar al snel komen Percy en zijn vrienden erachter dat zij niet de enigen zijn die op jacht zijn naar het Gulden Vlies. Luke, een Halfbloed die zich tegen de goden heeft gekeerd, zoekt het Vlies om zijn meester Kronos op te roepen, een gevaarlijke Titaan die door de goden was verbannen naar de Tartarus.

## Rolverdeling
| Acteur             | Personage     | Opmerkingen |
| ------------------ | ------------- | ----------- |
| Logan Lerman       | Percy Jackson |             |
| Alexandra Daddario | Annabeth      |             |
| Brandon T. Jackson | Grover        |             |
| Leven Rambin       | Clarisse      |             |
| Jake Abel          | Luke          |             |
| Stanley Tucci      | Mr. D         |             |
| Douglas Smith      | Tyson         |             |
| Anthony Head       | Chiron        |             |
| Paloma Kwiatkowski | Thalia        |             |
| Nathan Fillion     | Hermes        |             |
| Connor Dunn        | Tereus        |             |
| Ron Perlman        | Polyphemus    | stem        |
| Shohreh Aghdashloo | Orakel        | stem        |
| Octavia Spencer    | Martha        | stem        |
| Craig Robinson     | George        | stem        |